# Tempisque
Tempisque (Rio Tempisque) – rzeka w Kostaryce o długości 144 kilometrów. Wypływa z gór Cordillera de Guanacaste blisko wulkanu Orosí i wpływa do zatoki Nicoya. Przepływa przez Park Narodowy Palo Verde i jest ważnym siedliskiem różnorodnych gatunków małp, ptaków, krokodyli i iguan.